# Rhinotropis heterorhyncha
Rhinotropis heterorhyncha är en jungfrulinsväxtart som först beskrevs av Rupert Charles Barneby, och fick sitt nu gällande namn av J.R.Abbott. Rhinotropis heterorhyncha ingår i släktet Rhinotropis och familjen jungfrulinsväxter. Inga underarter finns listade i Catalogue of Life.